# Национальная высшая школа искусств и ремёсел
Национальная высшая школа искусств и ремёсел (фр. École nationale supérieure d'arts et métiers, выступает под брендом фр. Arts et Métiers ParisTech, ранее под брендом фр. ENSAM) — французский инженерный вуз широкого профиля, основанный в 1780 году. Осуществляет подготовку инженеров, магистров и кандидатов наук в различных областях. Является одним из основных членов объединения «Парижский Институт Наук и Технологий» (фр. ParisTech).

## Структура
8 научно-учебных центров (в городах Анже, Бордо, Клюни, Лилль, Мец, Париж, Шалон-ан-Шампань, Экс-ан-Прованс) + 3 института (Бастия, Шамбери, Шалон-сюр-Сон). В течение двух первых лет обучения занятия проходят в одном из филиалов; в последнем учебном году студенты учатся в Париже.

## Программы обучения
ENSAM осуществляет подготовку
- инженеров — 3 года, около 1000 чел/год (как по классической французской схеме после подготовительных курсов, так и по различным целевым программам),
- магистров — 1 и 2 года (фр. master recherche, фр. master spécialisé, зачастую совмещается с заключительным годом инженерной программы)
- кандидатов наук (фр. docteur) по техническим наукам
- повышение квалификации

## Международные отношения
ENSAM ведёт партнёрство с многими вузами всего мира, в том числе в России: МГТУ им. Н.Э. Баумана, МЭИ, НГУ, СПбГПУ, ТПУ.